# Bataille de Lashkar Gah (2021)
Pour les articles homonymes, voir Bataille de Lashkar Gah.
Offensive des talibans de 2021
Batailles
Zarandj · Kondoz · Hérat (en) · Kandahar · Lashkar Gah · Kaboul
La bataille de Lashkar Gah est une série d'affrontements ayant opposé les Talibans aux Forces de sécurité nationales afghanes (en), soutenues par les États-Unis, pour le contrôle de la ville de Lashkar Gah durant l'été 2021.

## Contexte
Lashkar Gah est la dixième ville la plus peuplée d'Afghanistan et la capitale de la province du Helmand, principalement connue pour sa production d'opium : en 2020, elle concentre à elle seule plus de la moitié des surfaces du pays plantées en pavot. 
En octobre 2020, les taliban tentent une première fois de s'emparer de Lashkar Gah mais leur attaque est défaite et la ville reste sous contrôle gouvernemental dans les mois qui suivent.
En mai 2021, d'importants combats éclatent en périphérie de Lashkar Gah au tout début de l'offensive généralisée des taliban, occasionnant la mort d'une centaine d'entre eux selon le ministère de la Défense (en) ainsi que le déplacement de près de 6000 civils. Rapidement, les commandos (unité d'élite de l'armée afghane) sont dépêchés sur place mais les taliban se montrent résilients et parviennent même à s'emparer momentanément des troisième et dixième districts de police de la ville. Cette série d'affrontements se poursuit jusqu'au début du mois de juin. 
Dans les semaines qui précèdent la bataille à Lashkar Gah, ses défenses s'affaiblissent considérablement dans un premier temps avec la désertion de la plupart des agents de la police nationale afghane. Cependant, à partir du 22 juillet, l'Armée afghane redéploie à Lashkar Gah des soldats mobilisés plus au sud dans les districts de Nad Ali (en) et de Garmsir (en) (ce qui permet aux taliban de s'emparer entièrement de ces derniers). Malgré cet envoi de renforts, la défense de la ville reste principalement assurée par des hommes de la police aux frontières, davantage motivés par leur loyauté envers leur commandant (Ezzatullah Tofan) qu'envers le gouvernement (en) de la république islamique d'Afghanistan d'Ashraf Ghani.   

## La bataille
La bataille pour Lashkar Gah débute à proprement parler le 29 juillet lorsque, comme en octobre 2020, les taliban lance une attaque multidirectionnelle sur la ville,,. Avant cela, les combats faisaient déjà rage autour de cette dernière. Désormais, ils ont lieu en son cœur, dans le premier district de police (qui abrite les QG de la police nationale et de la Direction nationale de la sécurité, de même que le palais du gouverneur du Helmand) ainsi que dans le septième. Seul le neuvième reste véritablement aux mains des troupes pro-gouvernementales, qui reçoivent de nouveaux renforts le 31 juillet. Le matin du 2 août, les locaux de la télévision nationale tombent aux mains des taliban, qui font également le siège de la prison et du QG de la police. 
Le 4 août, le commandant du 215e corps d'armée de Maiwand, le général Sami Sadat, demande aux civils d'évacuer Lashkar Gah en vue d'une contre-attaque massive des Forces de sécurité nationales afghanes (en). Plus tard le même jour, des centaines de commandos (unité d'élite de l'armée afghane), dirigés par le général Hebatullah Alizai, débarquent à Lashkar Gah,. Si la contre-offensive gouvernementale peine à produire des résultats probants dans un premier temps (les taliban contrôlent toujours 9 districts de police sur les 10 que compte la ville), une possible inversion de la situation commence à s'entrevoir à partir du 6 août,. Ce jour-là, le chef des assaillants, le commandant Mawlawi Moubarak de l'unité rouge (en) des taliban, est tué dans un raid aérien avec une trentaine de ses hommes. Rapidement, les troupes pro-gouvernementales affirment avoir repris des territoires aux insurgés.     
Leur succès s'avère néanmoins de courte durée : le 12 août, le quartier général de la police est pris par les taliban après un attentat-suicide la veille. Cette prise décisive, entraîne la débâcle des derniers défenseurs qui se réfugient dans la résidence du gouverneur du Helmand,, où une partie d'entre eux est héliportée vers camp Shorabak (ancienne base opérationnelle des forces armées britanniques) tandis que ceux qui restent sur place finissent par se rendre aux taliban, leur permettant de prendre la totalité de la ville le 13 août,.    

## Impact
Lashkar Gah est un bastion historique des taliban (bien que son importance symbolique soit inférieure à celle de Kandahar) qui l'avaient prise aux hommes du Harakat-e Inqilab (en) en janvier 1995. Sa reprise leur confère donc un coup de boost moral considérable tandis qu'elle est un clou de plus dans le cercueil, déjà bien renfermé, de la république islamique d'Afghanistan. C'est d'ailleurs la dernière capitale provinciale à être prise après des combats au cours de l'offensive des talibans de 2021. Les capitales provinciales qui tombent par la suite, que ce soit le jour (Qala-I-Naw, Chaghcharan, Pol-é 'Alam, Tarin Kôt et Qalât), le lendemain (Gardêz, Assadâbâd, Maïmana, Mehtarlâm, Nili (en), Mazâr-e Charîf et Jalalabad) ou le surlendemain (Khost, Bâmiyân, Mahmoud-é-Râqi, Tcharikar, Paroun (en) et Kaboul) de sa chute sont prises par les taliban sans qu'ils ne rencontrent de résistance ou presque. 